# Velpatazvir
A velpatazvir egy NS5A-gátló (a Gilead cégtől), amelyet a szofoszbuvirrel együtt alkalmaznak a hepatitis C fertőzés mind a hat fő genotípusának a kezelésében.
A hepatitis C vírus (HCV) egy kicsi, burkolt, egyszálú RNS-vírus, amely a Flaviviridae családba tartozik. A vírus akut és gyakran krónikus hepatitist okoz. A nukleotid-szekvencia eltérései alapján legalább hat genotípust és több altípust különböztetünk meg. Szövettani szempontból a krónikus HCV-fertőzést viszonylag enyhe májgyulladás és gyenge fibrózis jellemzi, de a májelváltozásokat az epeutak károsodása, intraportális limfoid aggregátumok, steatosis vagy ezen szövődmények kombinációja kísérheti.

## Farmakológia

### Hatásmechanizmus
Az anyag blokkolja az NS5A fehérjét, amely a hepatitis C vírus replikációjához és összeépüléséhez szükséges. Az NS5A egy cinket megkötni képes és prolinban gazdag hidrofil foszfoprotein, amely döntő szerepet játszik a vírus RNS replikációjában.

### Farmakokinetika
A velpatazvir a szofoszbuvirrel együtt három órával az orális bevétel után éri el a legmagasabb vérplazmaszintet. A plazmafehérjéhez való kötődés meghaladja a 99,5%-ot. Lassan metabolizálódik a CYP2B6, CYP2C8 és CYP3A4 májenzimek által. A vérben keringő anyag több mint 98%-a az maga a velpatazvir, bár mono-hidroxilezett és demetilezett metabolitokat is azonosítottak az emberi vérplazmában és a székletben. 94%-a a széklettel ürül, és csak 0,4%-a a vizelettel. A biológiai felezési idő körülbelül 15 óra.

#### Kombináció más gyógyszerekkel
Számos olyan orális adagolási rendszer fejlesztettek ki, amelyekben különböző vegyületcsaládokból származó vírusellenes szereket kombináltak. Ezekkel a kombinációkkal akár 90%-os növekedés is elérhető a hatás erősségében és időtartamában, ezzel lecsökkentve a kezelés időtartamát 12 hétre vagy még kevesebbre.
Különösen a szofoszbuvirnak, egy nem strukturális (NS)5B polimeráz gátlónak és a velpatazvirnak, egy NS5A gátlónak a kombinációja bizonyult ígéretesnek a HCV 2-es és 3-as genotípusa ellen 18 évesnél idősebb betegek esetében.

## Mellékhatások
A vizsgálatok során a mellékhatások a placebóval kezelt emberekhez hasonló gyakorisággal fordultak elő.

## Interakciók
A velpatazvir a P-glikoprotein (Pgp), az ABCG2, az OATP1B1 és az OATP1B3 transzporter fehérjék inhibítora és szubsztrátja is egyben. Részben a CYP2B6, CYP2C8 és CYP3A4 májenzimek (fehérjék) által történik a lebontása. Így tehát azok az anyagok, amelyeket ezek a fehérjék szállítanak vagy inaktiválnak, vagy amelyek megváltoztatják ezen enzimek működését, interakcióba léphetnek a velpatazvirral. Ezt az interakciót a HIV kezelésben használt efavirenz / emtricitabin / tenofovir kombinációval kapcsolatban fedezték fel. Ez a kombináció körülbelül 50%-kal csökkentette a velpatazvir görbe alatti területét (AUC). A rifampicin, amely CYP3A4 és Pgp induktor hatású, körülbelül 80% -kal csökkenti a velpatazvir AUC értékét, ezzel lényegében hatástalanná téve azt. A digoxint a Pgp eliminálja; AUC-értéke a velpatazvirral és a szofoszbuvirrel kombinálva körülbelül 30%-kal nő (bár nem ismert, hogy a kettő közül melyik felelős ezért).
A gyomorsavszintet csökkentő anyagok, például az antacidok, a H2-receptor-blokkolók és a protonpumpagátlók 20-40%-kal csökkentik a velpatazvir AUC-értékét.

## Fordítás
Ez a szócikk részben vagy egészben  a   Velpatasvir című angol Wikipédia-szócikk ezen változatának fordításán alapul.  Az eredeti cikk szerkesztőit annak laptörténete sorolja fel. Ez a jelzés csupán a megfogalmazás eredetét és a szerzői jogokat jelzi, nem szolgál a cikkben szereplő információk forrásmegjelöléseként.